# Eberhard Burandt
Eberhard Erich Richard Burandt (* 6. Januar 1923 in Groß Trampken, damals Freistaat Danzig; † 19. Januar 2013 in Swisttal-Buschkoven) war ein Generalleutnant des Heeres der Bundeswehr.

## Leben

### Herkunft
Burandt kam als Sohn des evangelischen Oberst und Gutsbesitzers Erich Burandt (1892–1963) und seiner Frau Erika, geborene Randt (1899–1982), zur Welt.

### Werdegang
Er trat am 25. Oktober 1940 als Offizieranwärter bei der Artillerie in die Wehrmacht ein und kam bis 30. April 1941 zum leichten Artillerieersatzregiment 11 nach Budweis. Anschließend war er bis Ende Juli 1941 SF-Unteroffizier in  der 3. Batterie des Artillerieregiments 11. Vom 1. August 1941 bis 31. Januar 1942 war er an der Artillerieschule Jüterbog. Er kam als Ausbildungsoffizier in die leichte Artillerieersatzabteilung 11 nach Allenstein, blieb hier bis 31. Mai 1942 und wurde am 1. Februar 1942 Leutnant. Zurück im Artillerieregiment 11 wurde er vorgeschobener Beobachter und Batterieoffizier in der I. Abteilung. Ab 1. Oktober 1942 war er hier Adjutant der I. Abteilung, was er bis 31. Januar 1944 blieb, und wurde in dieser Position am 1. September 1943 zum Oberleutnant ernannt. Anschließend war er dann bis Ende September 1944 Erster Offizier im Artillerieregiment 11. Vom 1. Oktober 1944 bis 15. April 1945 war er Chef der 5. Batterie des Artillerieregiments 11. Er war bis 5. Mai 1948 in sowjetischer Kriegsgefangenschaft.
Zurück in Deutschland absolvierte er ab 20. Juli 1948 eine Lehre im Obstbau in Merten und war ab 25. Juni 1951 als Angestellter bei der Nachlassverwaltung Rheinland Opladen tätig.
Am 4. April 1956 wurde Burandt als S4 (Versorgung) in das Truppenamt in Köln in die Bundeswehr eingestellt und war hier bis 31. Mai 1959. Er belegte, ab 27. August 1956 als Hauptmann, bis 31. Dezember 1960 den 3. Generalstabslehrgang Heer an der Führungsakademie der Bundeswehr in Hamburg, wo er zum Offizier im Generalstabsdienst ausgebildet wurde. Mit dem Jahreswechsel kam er als G1 (Personal) zur 3. Panzerdivision nach Buxtehude und blieb in dieser Position bis 31. Mai 1963, um anschließend als G3 bis 30. Juni 1965 zur Panzergrenadierbrigade 7 nach Hamburg zu kommen. Er wurde im Juli 1965 Bataillonskommandeur des Feldartilleriebataillons 111 in Oldenburg (Oldb) bei der 11. Panzergrenadierdivision. Hier wurde er am 19. März 1966 zum Oberstleutnant befördert. Als Lehrstabsoffizier und Lehrgruppenkommandeur Truppenführung wechselte er im Oktober 1967 an die Führungsakademie der Bundeswehr. Am 1. Oktober 1970 wurde er Oberst. Vom 1. April 1971 bis 30. September 1974 war er Unterabteilungsleiter Personal III (Heer) im Bundesministerium für Verteidigung in Bonn. Am 15. September 1971 nahm die Bundesregierung die Absicht, Burandt zum Brigadegeneral zu ernennen, zustimmend zur Kenntnis und so wurde er am 1. Oktober 1971 zum Brigadegeneral befördert. Mit der Beförderung zum Generalmajor wurde er am 1. Oktober 1974 Divisionskommandeur der 3. Panzerdivision und blieb in dieser Dienststellung bis 31. März 1978. Vom 1. April 1978 bis 30. September 1979 war er Chef des Stabes des Führungsstabes des Heeres im Bundesministerium für Verteidigung. Am 1. Oktober 1979 wurde er zum Generalleutnant befördert und stellvertretender Inspekteur des Heeres. Am 31. März 1983 wurde er in dieser Funktion in den Ruhestand versetzt.
Am 1. Dezember 1978 wurde er mit dem Verdienstkreuz 1. Klasse des Verdienstordens der Bundesrepublik Deutschland ausgezeichnet und erhielt am 22. September 1982 das Große Verdienstkreuz.
Vom 22. September 1987 bis zum 23. November 1995 war Burandt Präsident des Kuratoriums Ehrenmal des Deutschen Heeres.

### Familie
Burandt hatte drei Töchter und einen Sohn.
Burandts Trauerfeier und Beisetzung am 30. Januar 2013 in Swisttal-Buschkoven fand mit einem militärischen Ehrengeleit statt.